# Шамраевка (Полтавская область)
Шамраевка (укр. Шамраївка) — село,
Шевченковский сельский совет,
Полтавский район,
Полтавская область,
Украина.
Код КОАТУУ — 5324285608. Население по переписи 2001 года составляло 478 человек.

## Географическое положение
Село Шамраевка находится на расстоянии в 2,5 км от сёл Пащенки и Попово (Новосанжарский район).
Через село проходит автомобильная дорога Р-52.
До 17 июля 2020 года — в составе Решетиловского района.

## Известные жители
Диброва, Пётр Акимович (1901—1971) — участник Великой Отечественной войны, командир 145-й стрелковой дивизии, комендант Берлина; генерал-майор.

## Экономика
- «Им. Суворова», арендное сельскохозяйственное ЧП.

## Объекты социальной сферы
- Школа І—ІІ ст.

## Галерея

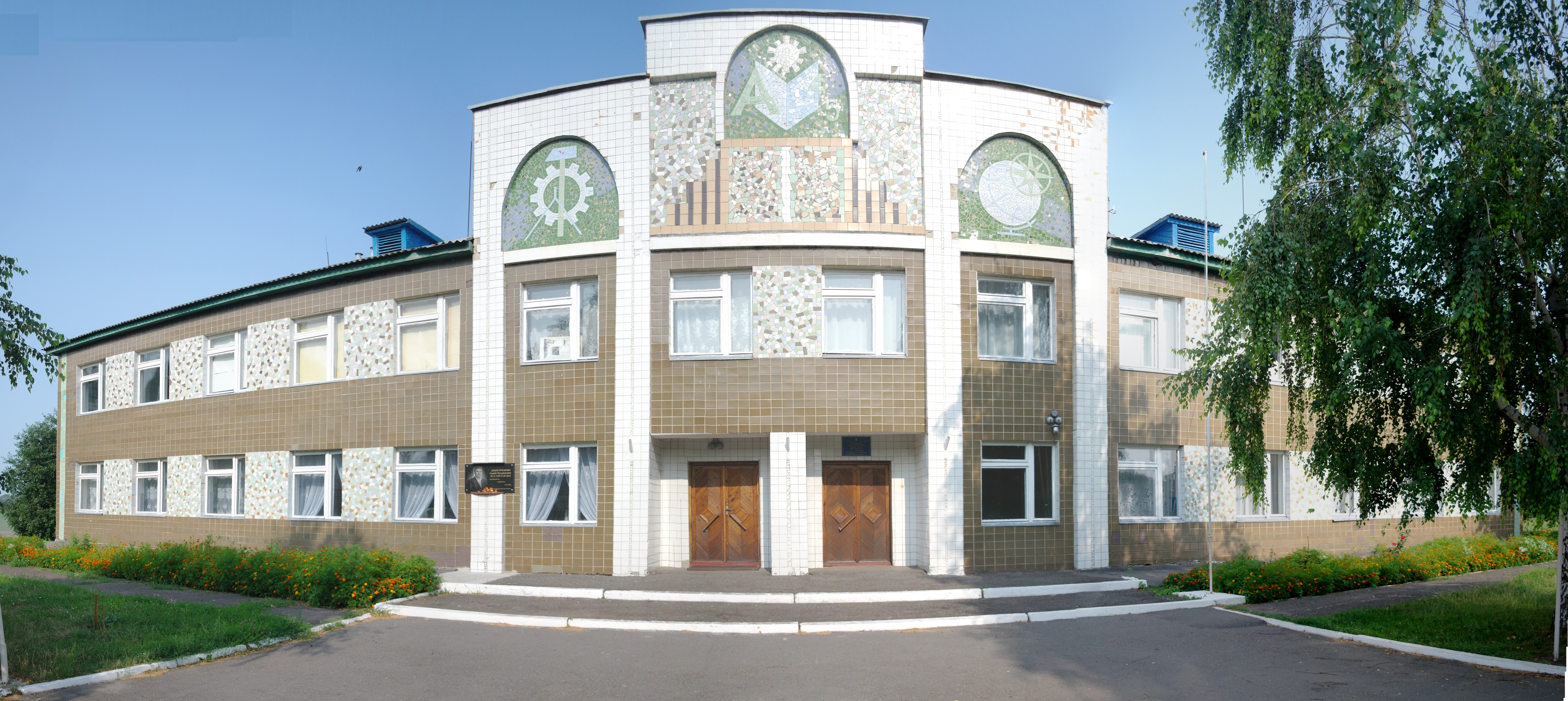
Школа 1—2 ступени
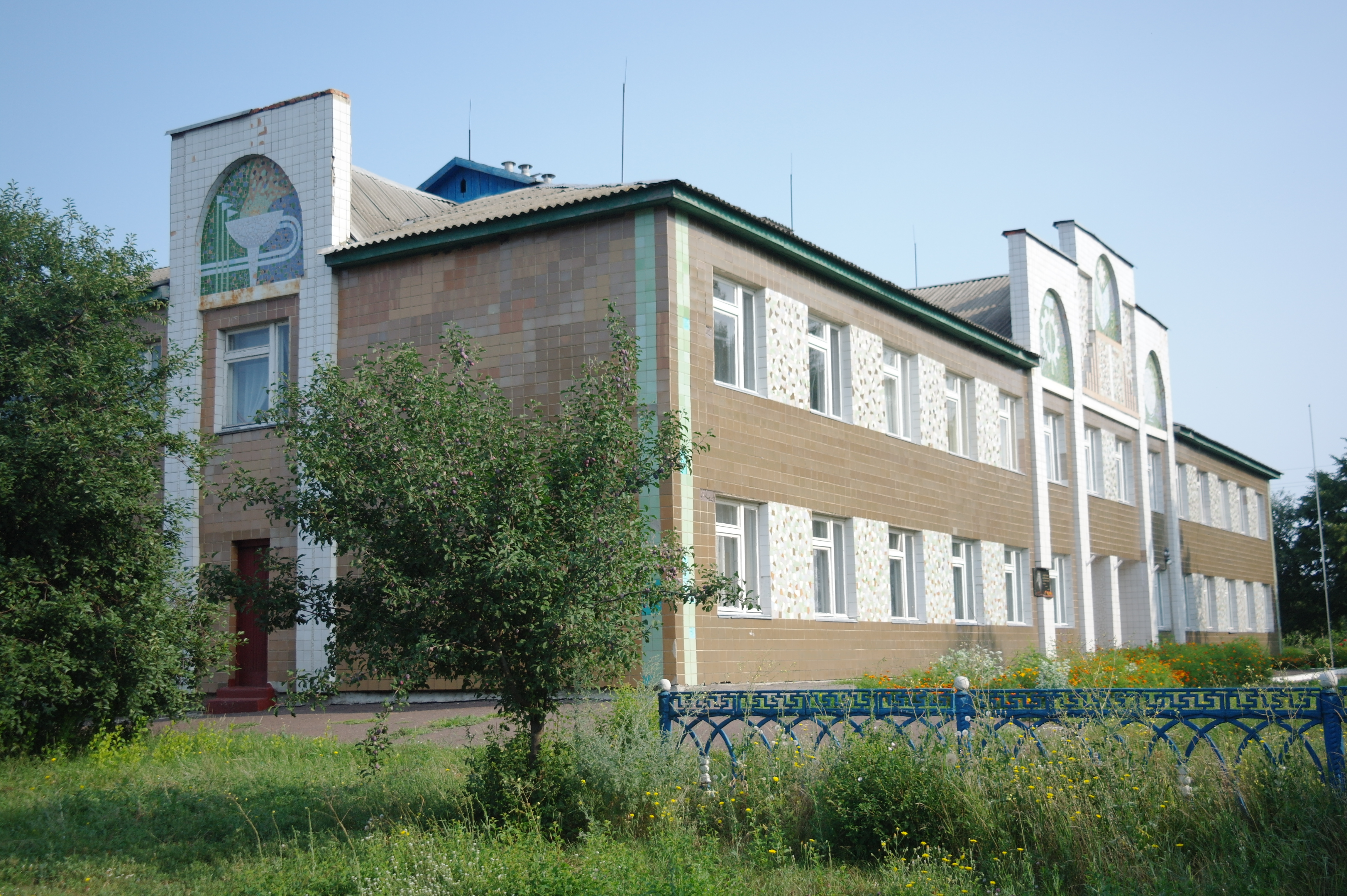
Школа 1—2 ступени
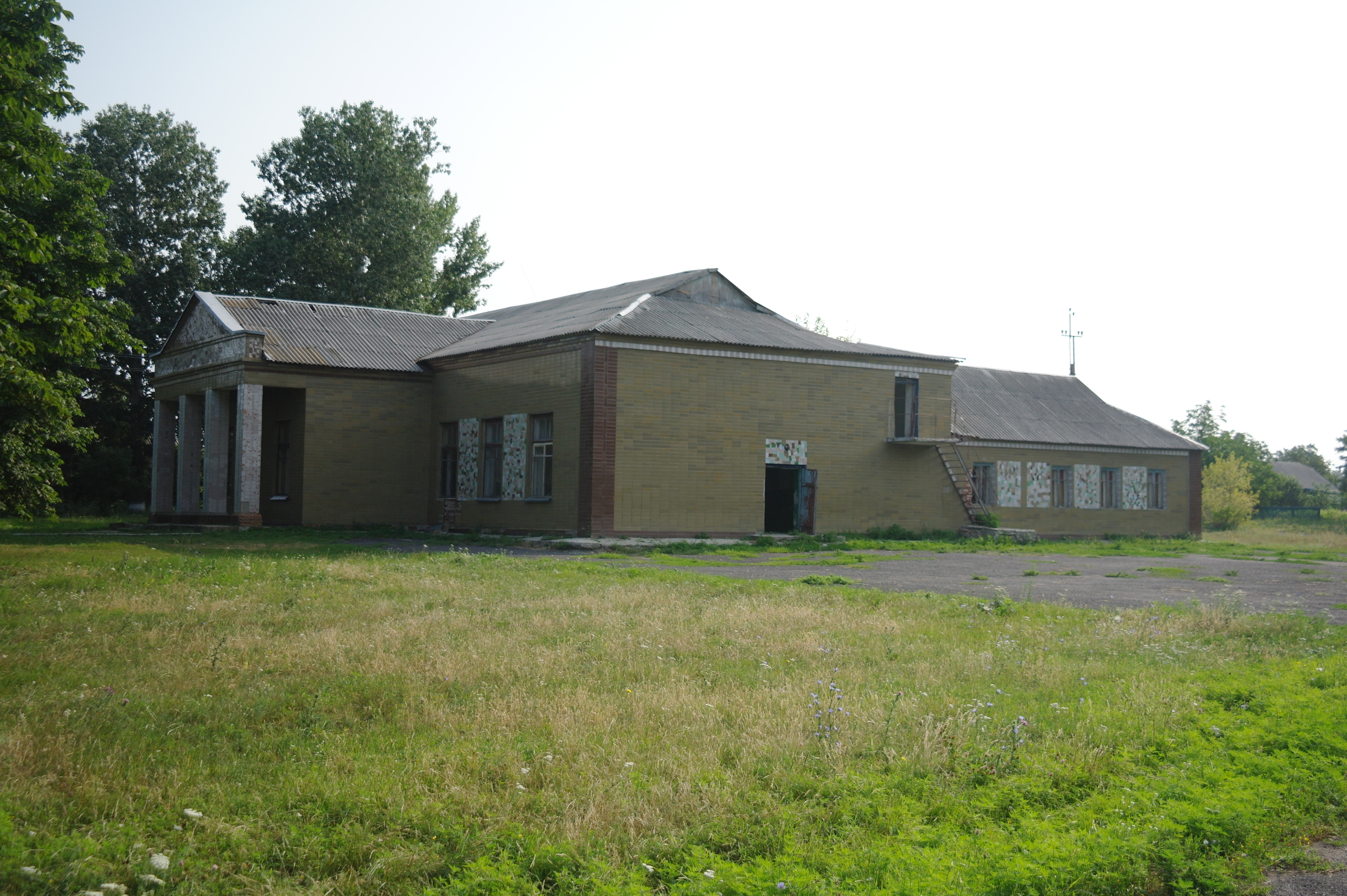
Клуб
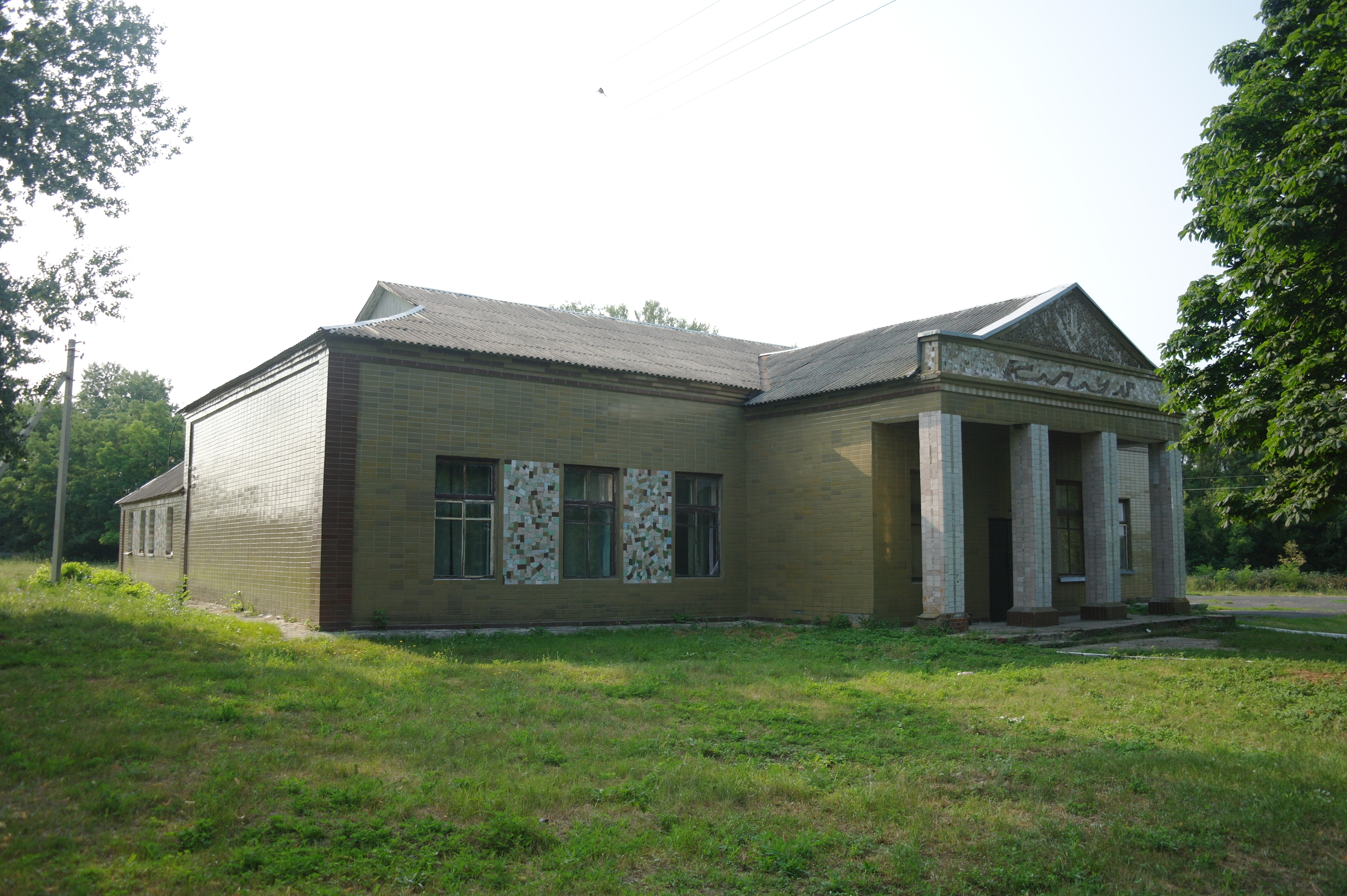
Клуб
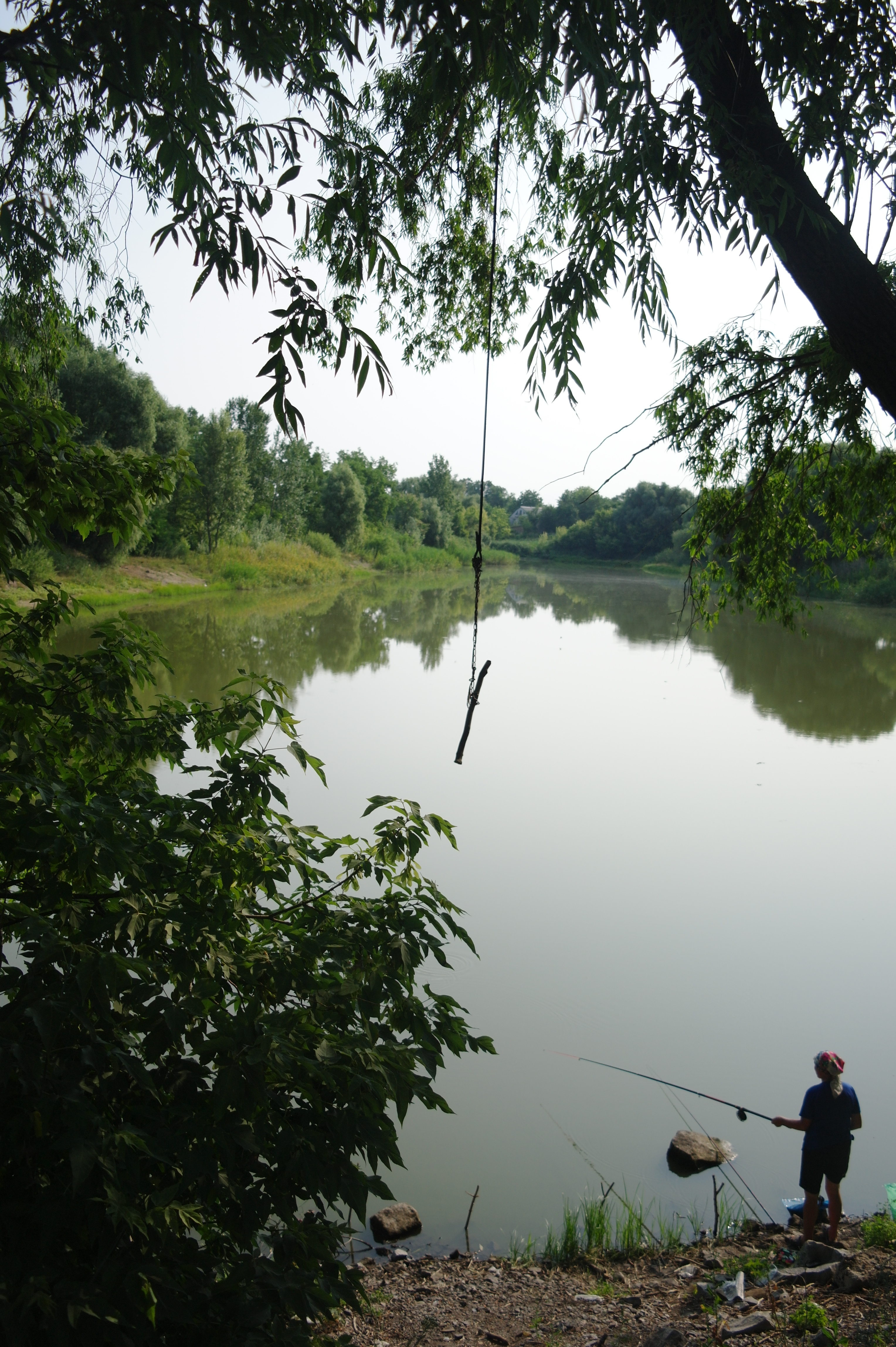
Пруд
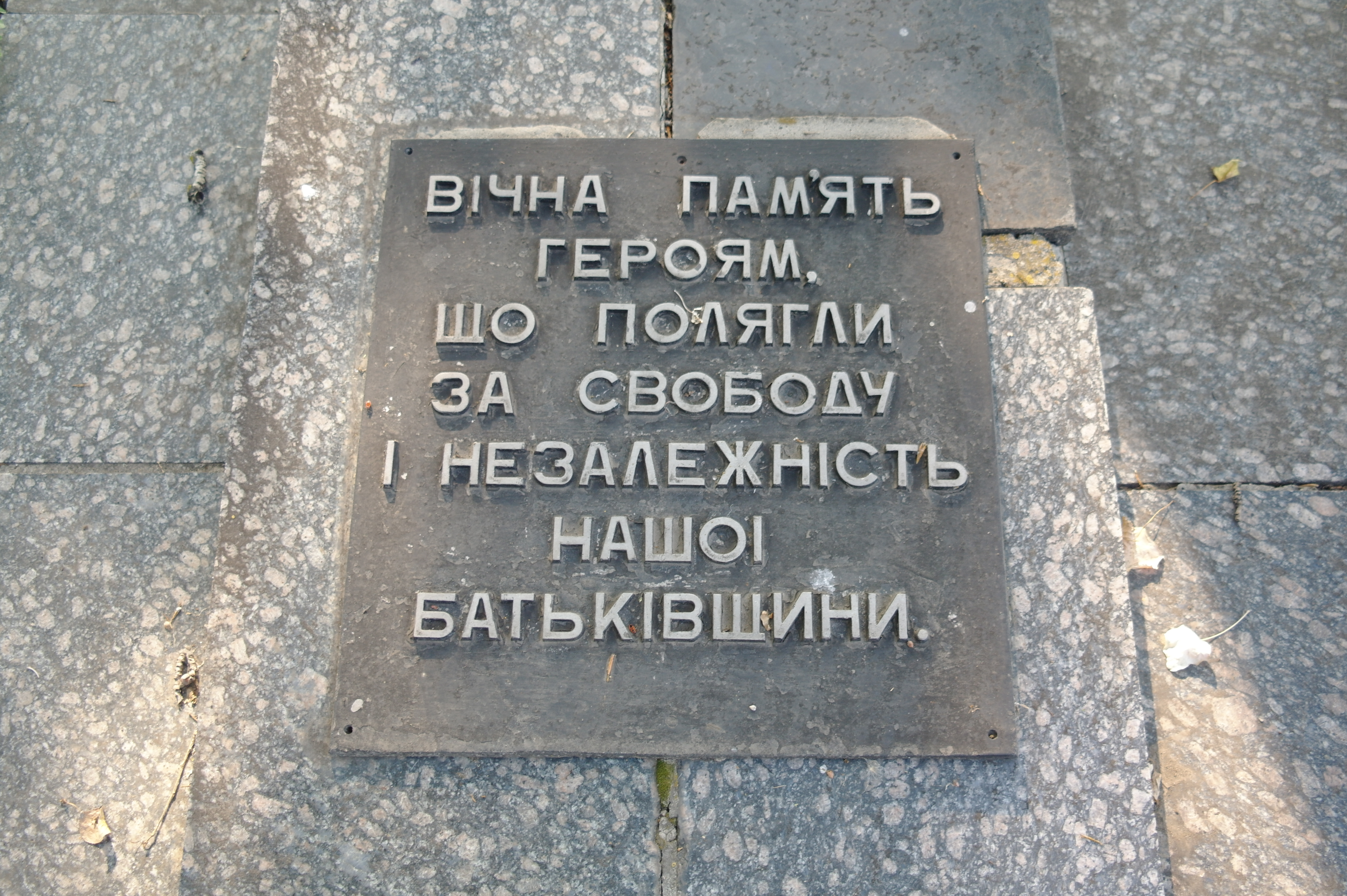
Табличка на памятнике ВОВ
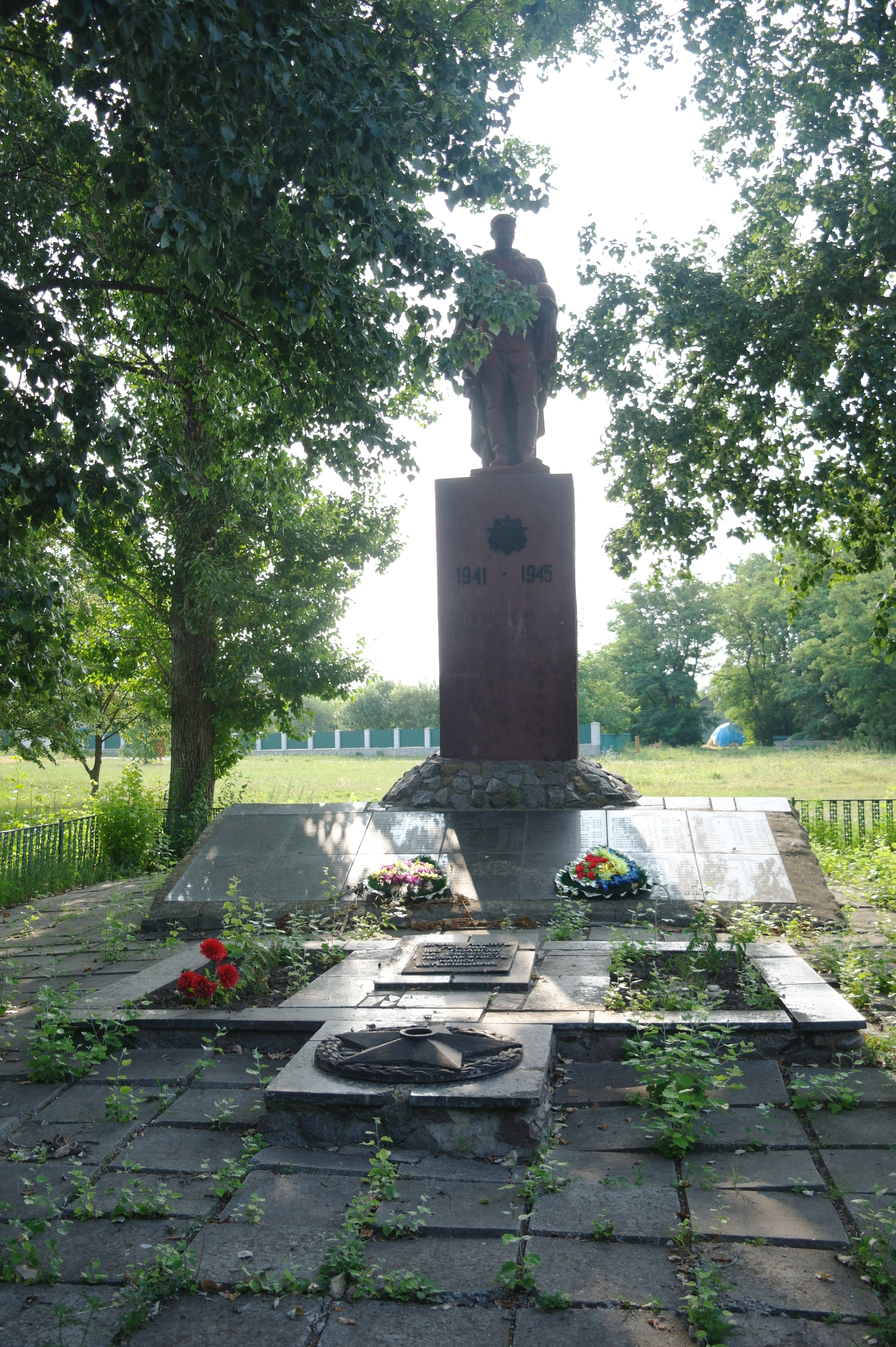
Памятник погибшим в ВОВ
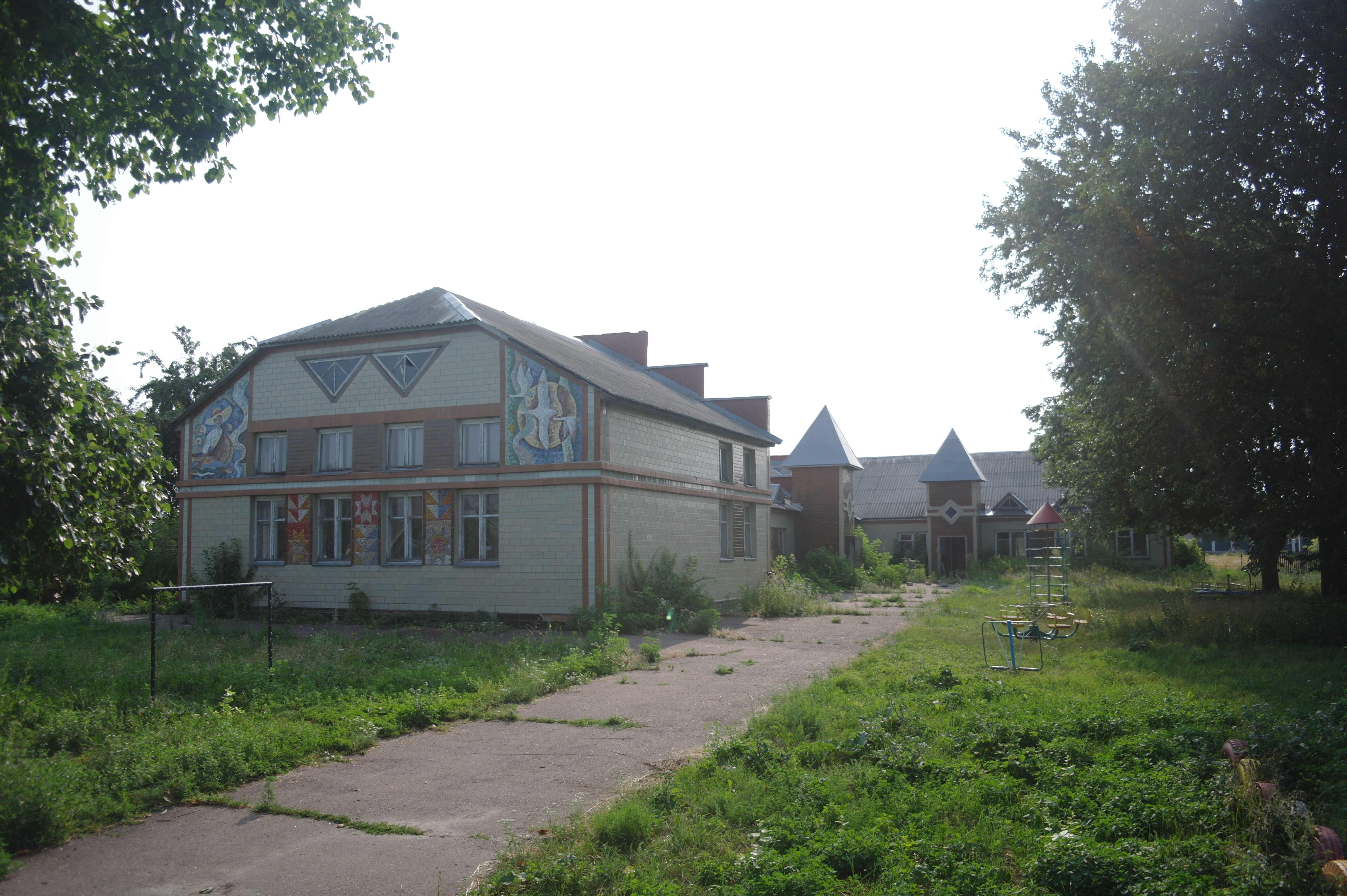
Недействующий детский сад
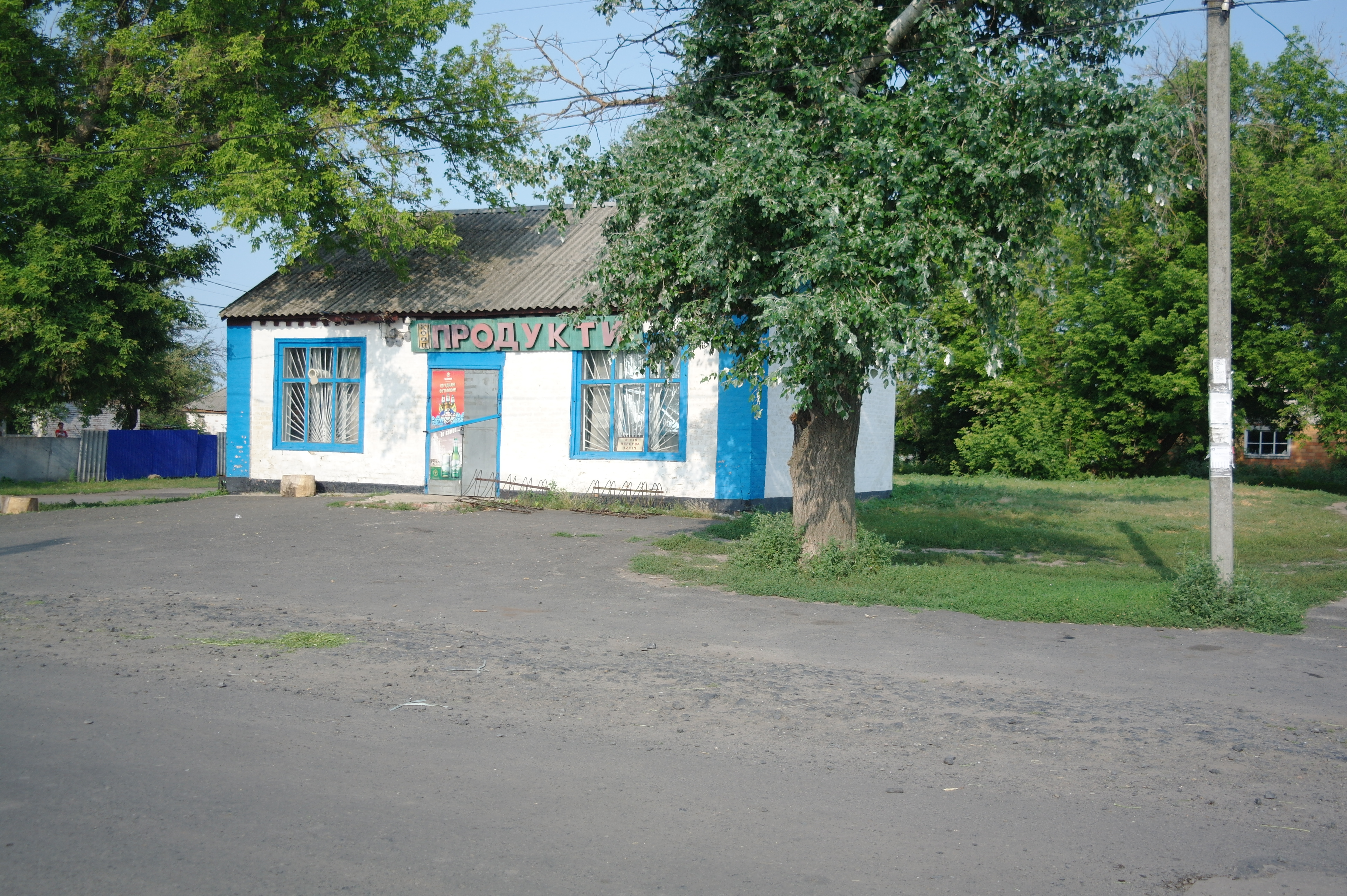
Магазин "Продукты"
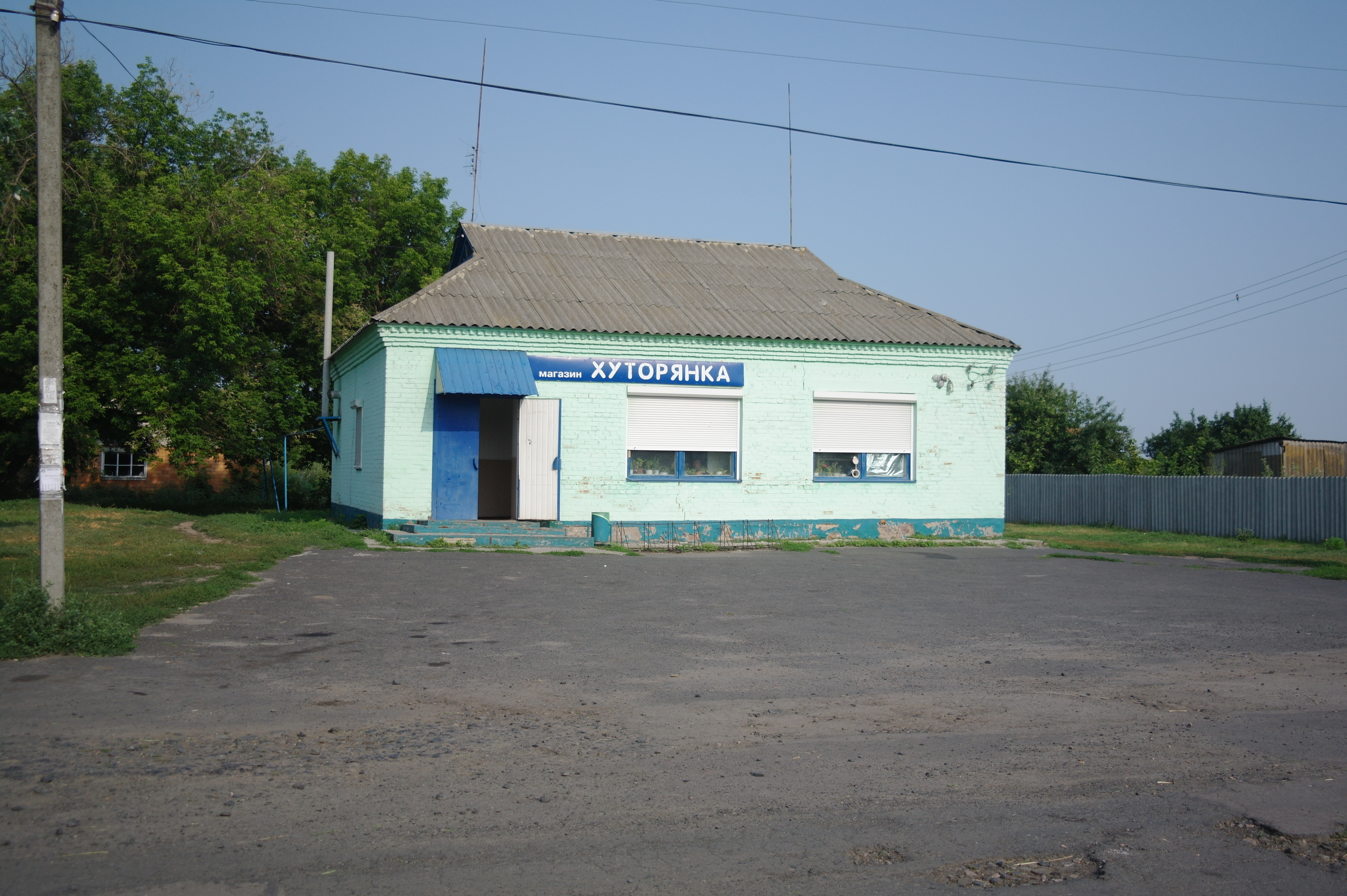
Магазин "Хуторянка"
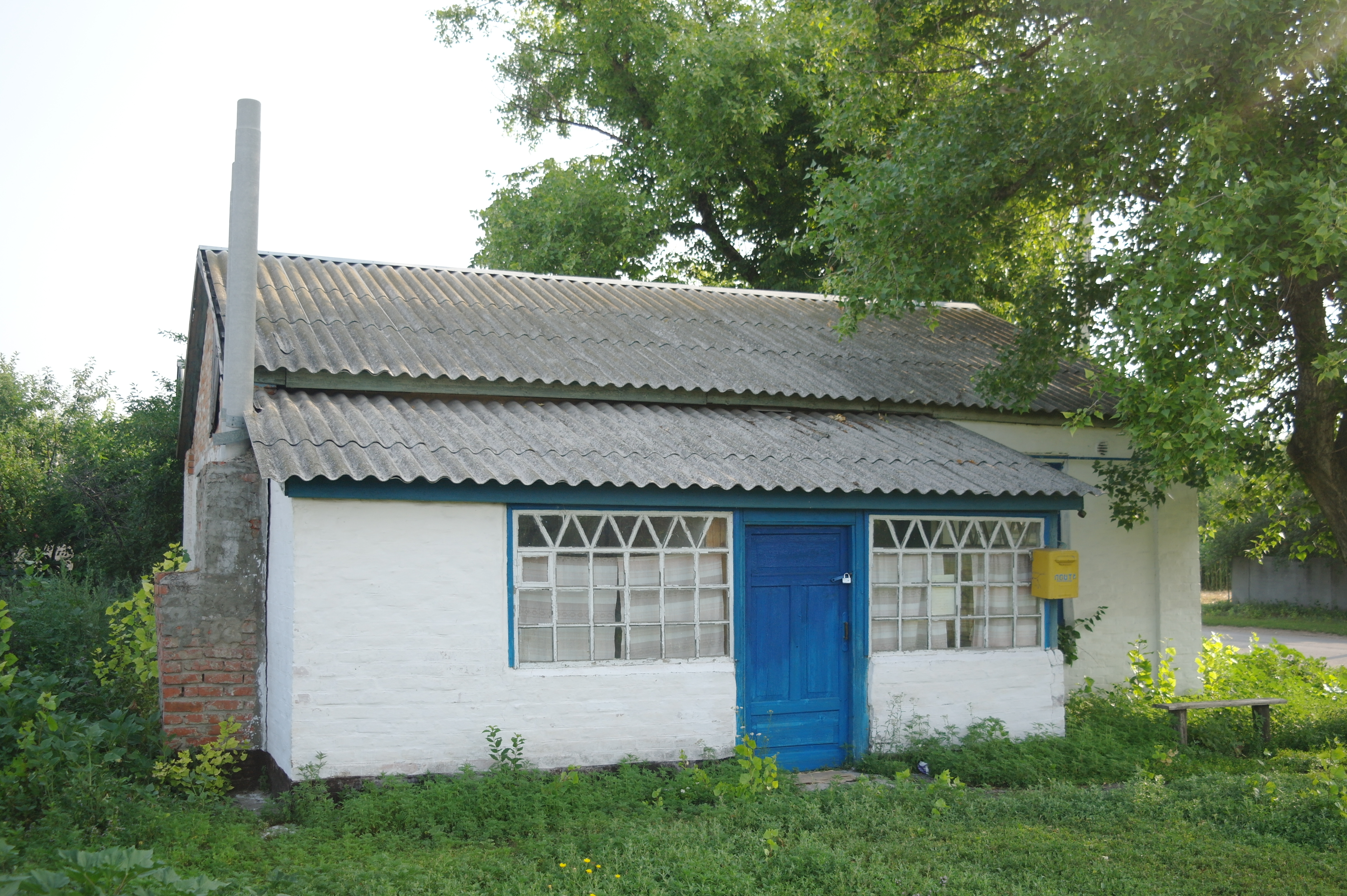
Почта
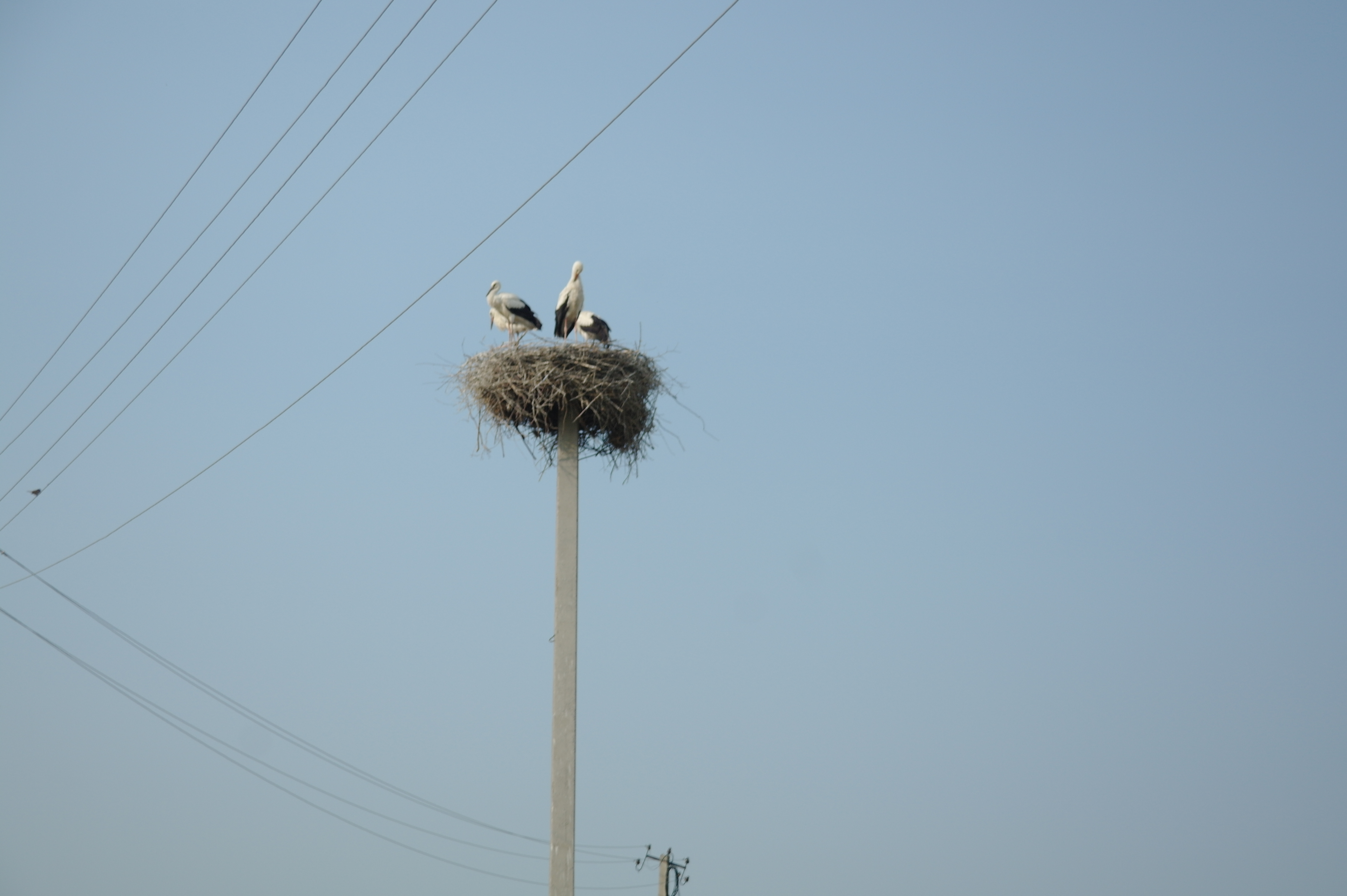
Аисты на столбе электропередач
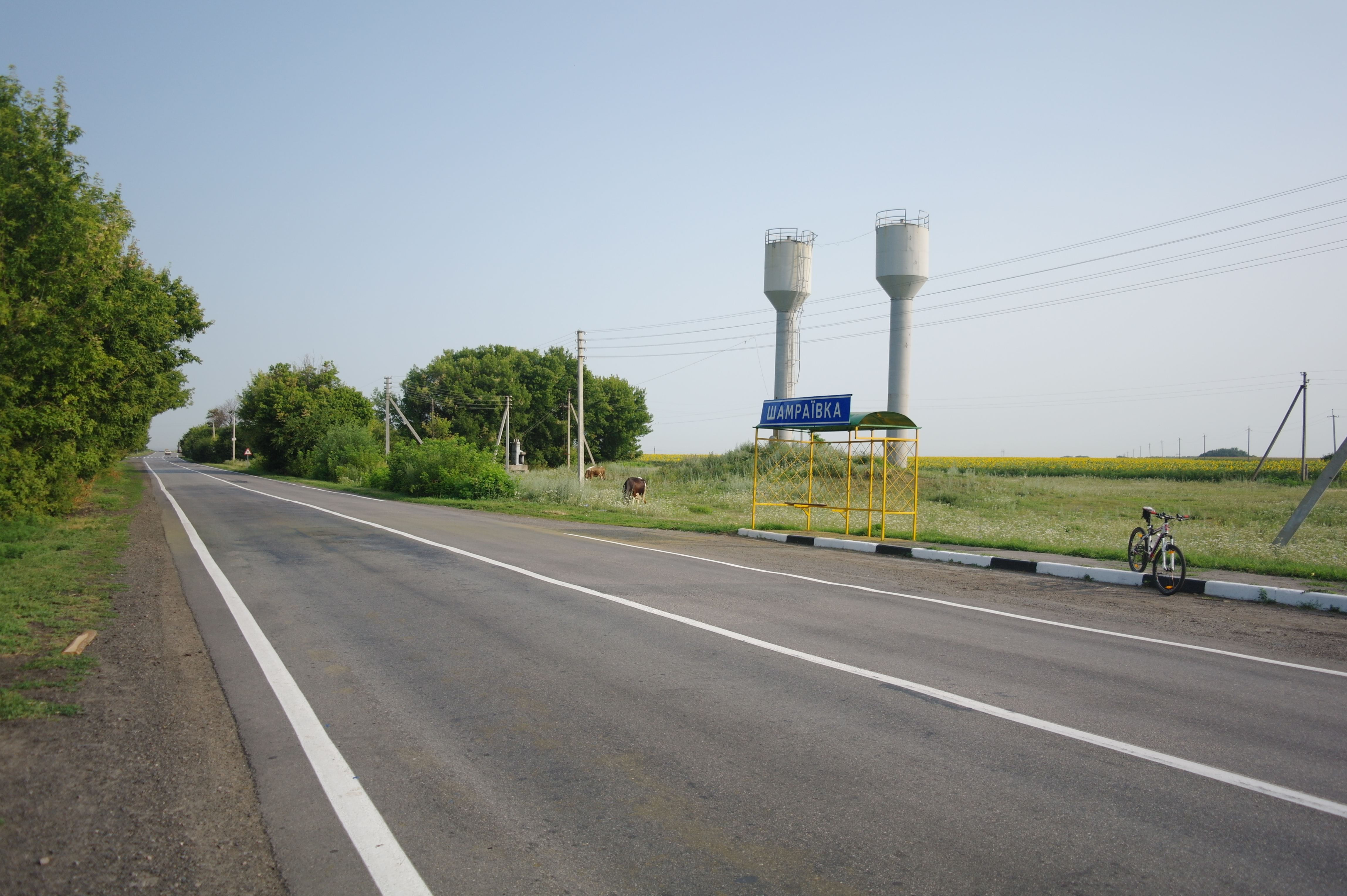
Село находится у трассы Киев — Днепропетровск